# Паперові міста
«Паперові міста» (англ. Paper Towns) — молодіжний роман американського письменника Джона Ґріна, вперше вийшов у видавництві «Dutton Books» у жовтні 2008 року. Дебютував 5-м у списку найкращих книг за версією New York Times, а також переможець Премії Едгара Алана По за найкращий детектив для підлітків.
Український переклад роману «Паперові міста» здійснило видавництво «Країна мрій».
За мотивами роману «Паперові міста» знято однойменний фільм.

## Анотація
Усе життя Квентин був здалеку закоханий у свою дивовижну сусідку — Марго Рот Шпіґельман. Тож коли вона, одного дня відчинивши знадвору вікно до його кімнати, прокрадається у його життя, втягуючи в неймовірні пригоди, Квентин не може їй опиратися. Але ніч пригод закінчується, і на другий день у школі Квентин з'ясовує, що загадкова Марго таємничо щезла. А незабаром виявляється, що Марго залишила для нього підказки, і тепер саме він має відшукати дівчину, яку, йому здавалося, він так добре знав…

## Аналіз твору
Роман «Паперові міста» читачі називають підлітковим. Це ствердження не зовсім є правильним. Головними героями роману стали тінейджери. Але не варто забувати про те, що люди зі схожими думками можуть жити у різних країнах. Крім того, вони не обов'язково мають бути підлітками. Кожен колись був вісімнадцятирічним. Імовірно, головні герої твору теж були не задоволені світом та намагались побудувати своє життя таким чином, щоб воно не було схоже на життя їхніх батьків. З роками молоді люди починають розуміти, що все не так просто, як здається на перший погляд. Батьки також мріяли про щось велике, але так і не змогли досягти вершин.
К'ю та Марго однаково не задоволені реальністю, містом, де вони живуть. Кожен з молодих людей по-своєму намагається справитись зі своїми проблемами. Наприклад, К'ю намагається грати роль «хорошого хлопчика». Коли він розуміє, що не може побудувати щастя разом з Марго, хлопець починає нав'язувати мрії: навчання у престижному коледжі, стабільна робота, рідний дім. Квентін ігнорує порожнечу всередині.
Марго не хоче миритись з таким рутинним життям. Вона намагається вирватись із ролі звичайної дівчини будь-якими методами. Вона постійно поводиться зухвало, іноді навіть непристойно. Марго тікає з дому, щоб знайти себе, знову стати центром уваги, вирізнитись із сірого натовпу. Саме так починається шлях багатьох великих людей.
Не всі читачі знають, що назва роману приховує реальний термін. Паперовими містами називають ті населені пункти, які нанесені на карту, але вони не існують насправді. З іншого боку, паперовими називають міста, схожі на ті, у якому мешкають головні герої. Таким чином автор намагається підкреслити штучність, неприродність повсякденного життя тих, хто застряг у рутині. Люди намагаються зігріти паперові міста власним майбутнім, як стверджує сам автор. Роль цієї метафори полягає у том, щоб показати, що більша частина людей готова принести в жертву свої мрії, аби отримати тепло та стабільність у сьогоденні. Паперові міста також є символом ілюзій, у яких перебувають герої роману. Достатньо всього однієї іскри здорового глузду, щоб папір спалахнув, а від яскравої мрії залишився лише попіл.

## Характеристика героїв
К'ю Джейкобсен — головний герой твору. Автор підкреслює, що колись він був схожий з Марго, тому вони змогли стати друзями. Поступово він почав перетворюватись на звичайного молодого хлопця, який займався виключно навчанням. Щоб підкреслити різницю між головними героями, автор навмисно робить Квентіна дуже позитивним. Сором'язливий підліток живе зовсім нецікавим життям, слідкує за своїми успіхами у школі, а також відмовляється брати участь у громадських подіях. Його єдиною розвагою стали комп'ютерні ігри.
Квентін ніколи не переставав любити Марго. У своїх фантазіях він часто уявляє себе разом із цією дівчиною. При цьому головний герой не намагається втілити ці мрії у реальність. Його фантазії більше схожі на художній фільм, де історія закінчується возз'єднанням закоханих. Подальше життя залишається за кадром. Квентін розуміє, що не зможе бути з Марго. Саме тому він намагається уявити собі життя без неї. Він знає, що зможе здобути гідну освіту, стане престижним адвокатом. Квентін у майбутньому одружиться з пристойною дівчиною. З часом хлопець розуміє, що кохав не реальну дівчину, а всього ілюзію.
Марго Рот Шпіґельман постає перед читачами яскравою та привабливаю дівчиною, яка привертає увагу оточуючих. Вона полюбляє порушувати правила. Дівчина вважає, що ці суворі закони обмежують людей, запирають у власних клітках. Ще у дитячі роки Марго багато думала про доросле життя. Батьки, знайомі та родичі здавались їй штучними, паперовими. Їх життя було занадто очевидним. Головна героїня — не просто індивідуаліст. Вона справжній егоцентрик. Вона вважає всіх шаблонними та однаковими, окрім себе. Марго особлива, тому не хоче присвячувати все своє життя рутинним справам. Дівчина йде на радикальні вчинки, щоб вийти з цього замкненого кола.

## Екранізація
У березні 2014 року Джон Ґрін заявив, що Fox 2000, підрозділ кінокомпанії 20th Century Fox, викупив права на екранізацію роману «Паперові міста». Над екранізацією «Паперових міст» працювала та ж команда, що знімала «Винні зірки». Режисером фільму став Джек Шраєр (англ. Jake Schreier). Роль Квентина зіграв актор Нат Вулф (англ. Nat Wolff), а роль Марго — акторка і колишня супермодель Кара Делевінь (англ. Cara Delevingne).
Прем'єра фільму відбулася 24 липня 2015 року у США та 30 липня 2015 року в Україні.